# Педру Мануел Сарменту де Вашконселуш і Каштру
Педру Мануел Сарменту де Вашконселуш і Каштру (1940) — португальський дипломат. Надзвичайний і Повноважний Посол Португалії в Україні (2001—2005).

## Біографія
Народився у 1940 р. в Лісабоні, закінчив Лісабонського університету, історичний факультет.
З 1970 по 1972 — аташе, третій секретар Посольства в Державному Секретаріаті.
З 1974 по 1978 — другий секретар Посольства Португальської Республіки в Преторії.
З 1978 по 1979 — перший секретар Посольства Португальської Республіки в Швеції.
З 1979 по 1984 — перший секретар Посольства Португальської Республіки в Єгипті.
З 1984 по 1985 — радник Посольства у Державному Секретаріаті.
З 1985 по 1988 — начальник відділів загального управління зовнішніх відносин; загального управління політичних та економічних справ; церемоніалу і поїздок; тимчасовий виконувач обов'язків заступника начальника Державного протоколу МЗС Португальської Республіки.
З 1988 по 1993 — співробітник Посольства Португальської Республіки при Святому Престолі.
З 1993 по 1994 — Повноважний міністр у Державному Секретаріаті.
З 1994 по 1995 — повірений у справах Посольства Португальської Республіки в Швеції.
З 1995 по 1999 — посол у Ріаді (Саудівська Аравія), за сумісництвом — посол-нерезидент у Бахрейні, Кувейті, Катарі, Об'єднаних Арабських Еміратах, Султанаті Оман, Арабській Республіці Ємен.
З 1999 по 2001 — заступник начальника Державного протоколу МЗС Португальської Республіки.
З 2001 по 2005 — Надзвичайний і Повноважний Посол Португалії в Україні.